# Brommler Mühle
De Brommler Mühle is een voormalige watermolen op de Roode Beek (de: Rodebach).
Deze molen is gelegen in de buurtschap Mindergangelt aan de Schinvelder Straße 51, direct over de Duits-Nederlandse grens op Duits gebied. Het betreft een onderslagmolen die zowel als oliemolen en als korenmolen werd gebruikt.

## Geschiedenis
De eerste vermelding van deze molen is van omstreeks 1317. Vanouds een korenmolen, werd ze in de 19e eeuw ook met een inrichting als oliemolen en met een kollergang uitgebreid. In 1920 werd de olieslagerij stopgezet en in 1940 ook het korenmolenbedrijf. Vanaf 2010 is de molen in gebruik als hotel-restaurant. De stenen van de kollergang zijn nog bij het molenhuis aanwezig.